# Anita basiplaga
Anita basiplaga är en fjärilsart som beskrevs av Rothschild 1917. Anita basiplaga ingår i släktet Anita och familjen tandspinnare. Inga underarter finns listade i Catalogue of Life.